# Płomienie do fanfar
Płomienie do fanfar – weksylium będące znakiem oddziału wojskowego, stowarzyszenia, nieduży proporczyk przypinany do trąbki. Pojawiły się one samorzutnie w jednostkach kawalerii i artylerii, które nie posiadały swoich sztandarów, a ich wizerunek i sposób wykonania został ujednolicony 18 marca 1924 r. (Dz. Rozk. MSWojsk. 1924, nr 11, poz. 160), dnia 3 sierpnia 1929 r., usankcjonowano używanie płomieni również w piechocie (Dz. Rozk. MSWojsk. 1929, nr 26, poz. 259).
Płomień do trąbki jazdy:

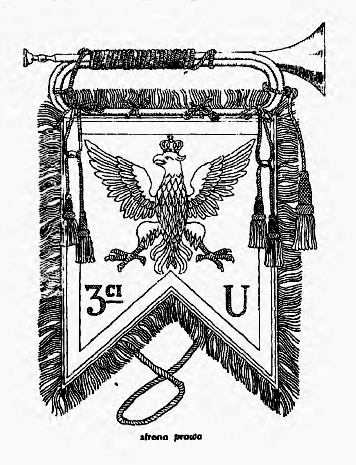
Płomień jazdy - prawa strona

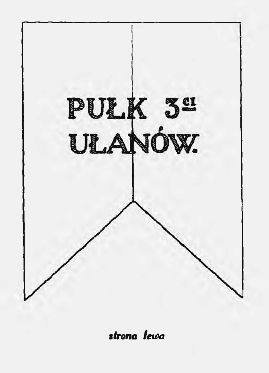
Płomień jazdy - lewa strona

Wykonany z tkaniny jedwabnej karmazynowej (adamaszkowej) w kształcie proporca do lancy, szer. 35 cm. dług. 45 po rogach, 30 pośrodku. Na stronie prawej orzeł polski w koronie, haftowany srebrem wypukło. Korona, dziób i szpony złote. Po rogach u dołu Nr. pułku, na jednym głoska U (ułanów) lub S. K- (strzelców konnych), na drugim cyfra, np.: „3-ci“ Głoski i cyfry haftowane srebrem lub jedwabiem białym, tonowanym, wys. 4 1/2cm. Po brzegach płomienia, ze wszystkich stron naszyty galon srebrny, gładki, 2 cm. szeroki, płomień w koło obszyty podwójną frędzlą srebrną szerokości 5 cm, licząc w od górnej krawędzi frędzli. Między obrzeżem, a galonem, pozostawiona przestrzeń karmazynowa w kształcie wąskiej wypustki. Na obu górnych rogach płomieni, na srebrnych sznurkach po dwa chwasty srebrne, przerabiane nićmi karmazynowymi, długości całkowitej 6 cm. Płomień jest przywiązany do trąby za pomocą czterech par sznurków srebrnych.
Strona lewa płomienia według barw proporców pułkowych z dwuwierszowym haftowanym nićmi srebrnymi napisem nazwy pułku, np.: „pułk 3-ci Ułanów".

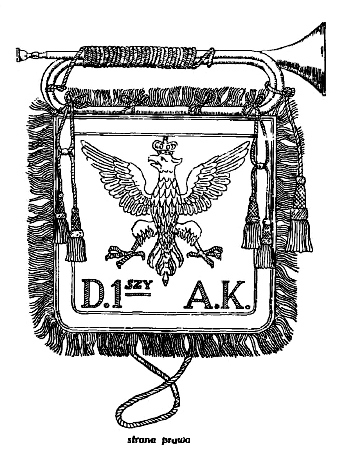
Płomień artylerii - prawa strona

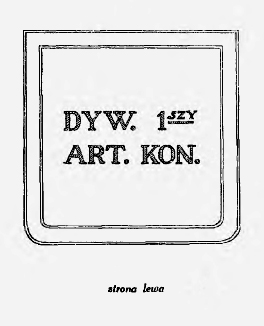
Płomień artylerii - lewa strona

Płomienie do trąb artylerii konnej :

Wykonany z tkaniny jedwabnej (adamaszkowej) ciemnozielonej, wymiaru 35 x 35 cm. z nieznacznie zaokrąglonymi rogami dolnymi, orzeł taki, jak na pierwszym jazdy, pod nim inicjały oddziału, haftowane złotem lub jedwabiem żółtym tonowanym; głoski wysokość 4,5 cm- Na brzegach płomienia ze wszystkich stron naszyty lampas aksamitny czarny szerokości 2,5 cm. z dwiema po bokach wypustkami pąsowymi, względnie czarnymi. Wkoło płomień obszyty podwójną frędzlą złotą szerokości 5 cm, licząc w to górne obrzeżenie frędzli.
Strona lewa, na tle takim, jak na stronie prawej, napis dwuwierszem nazwy oddziała, np. „DYW. I-szy ART. KON.”, haftowany złotem lub jedwabiem złotym tonowanym. Wysokość głosek i cyfr 4 cm. Płomień jest przywiązany do trąby za pomocą czterech par sznurków złotych. Ze względów, oszczędnościowych zarządzam:
a) pułki, które już posiadają płomienie do trąb wzoru odmiennego, pozostawiają płomienie dawne,
b) pułki mogą otrzymywać promienie jako dary (podobnie, jak chorągwie i sztandary), lub fundować ze składek.
Orkiestry wojskowe

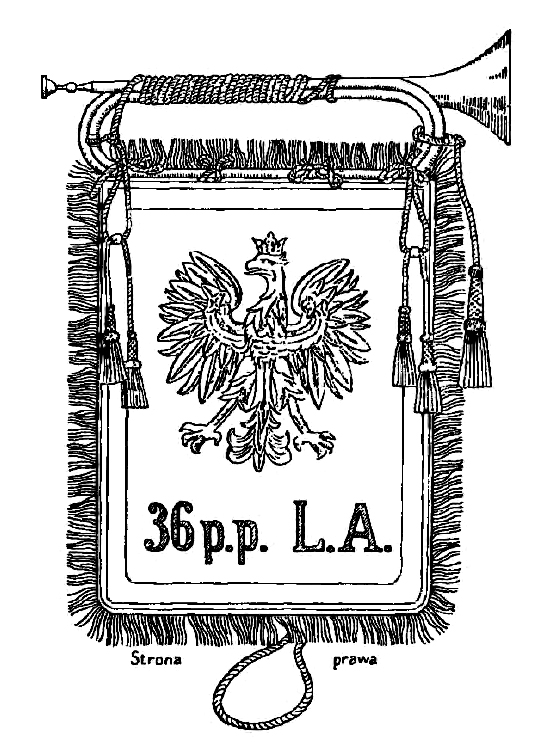
Płomień prawa strona

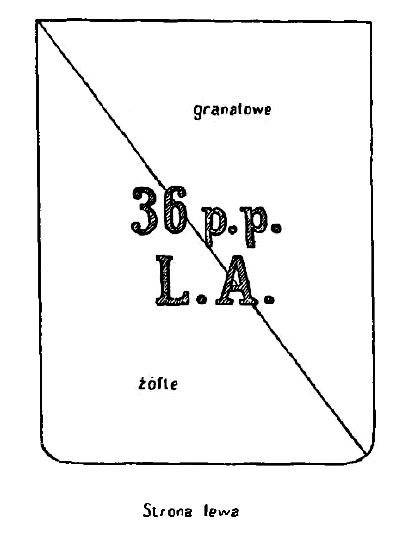
Płomień lewa strona

W uzupełnieniu rozkazu Dziennika Rozkazów Nr 11/24 poz. 160 zezwalam na wprowadzenie do orkiestr piechoty fanfar, o ile warunki poszczególnych orkiestr pozwolą na to.
W celu ujednostajnienia wyglądu płomieni do fanfar w piechocie zatwierdzam ich wzór, a mianowicie:

Prawa strona:
Z tkaniny jedwabnej karmazynowej (adamaszkowej) w formie prostokąta o szerokości 35 cm, a długości 45 cm, z nieznacznie zaokrąglonymi rogami
dolnymi. Na tle karmazynowym orzeł polski w koronie, haftowany srebrem wypukło. Korona, dziób i szpony złote. Poniżej orła numer i nazwa pułku np.: 3 pp. Leg., 36 pp. L, A., 5 p. s. p\, 13 pp. i t. d. Głoski i cyfry haftowane srebrem lub jedwabiem białym, tonowanym wysokości 5 cm.
Po brzegach [płomienia, ze wszystkich stron naszyty galon srebrny, gładki 2 cm szeroki, płomień w koło obszyty podwójną frędzlą srebrną szerokości 5 cm, licząc w to górne obrzeżenie frędzli. Między tym obrzeżem, a galonem pozostawiona przestrzeń karmazynowa w kształcie wąskiej wypustki. Na obu górnych rogach płomieni, na srebrnych sznurkach po dwa chwasty srebrne przerabiane nićmi karmazynowemu, długości całkowitej 8 cm. Płomień jest przywiązany do fanfary za pomocą czterech par sznurków srebrnych.
Lewa strona:
Z tkaniny jedwabnej podzielonej na dwa równe pola trójkątne prostokątne, przylegające do siebie wzdłuż przeciwprostokątnej będącej przekątnią czworoboku. Górne pole granatowe, dolne żółte {barwy piechoty). Napis nazwy pułku wyszyty srebrnymi nićmi przez środek płomienia w jednym lub dwu wierszach (zależnie od nazwy pułku) np.:
Ze względów oszczędnościowych zarządzam:
a) pułki, które już posiadają płomienie do trąb wzoru odmiennego, zatrzymują płomienie dawne,
b) pułki mogą otrzymać płomienie jako dar (podobnie jak chorągwie i sztandary) lub otrzymać za pomocą zakupu ze zbieranych składek,
Wprowadzenie fanfar nie jest obowiązkowe, a wskutek tego w budżecie państwa nie są przewidziane żadne fundusze na zakup fanfar i płomieni.

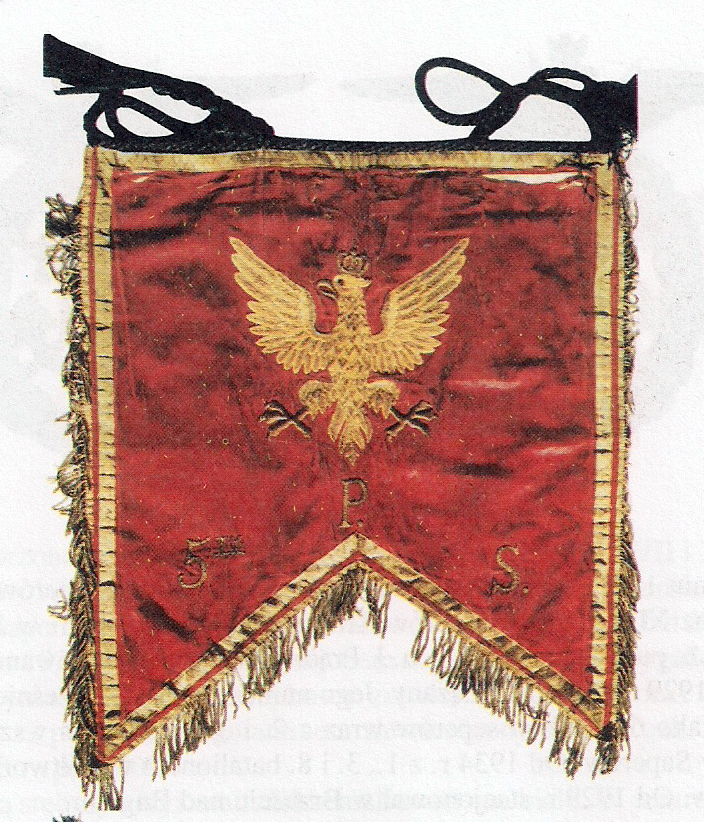
Płomień do trąbki 5 Psap

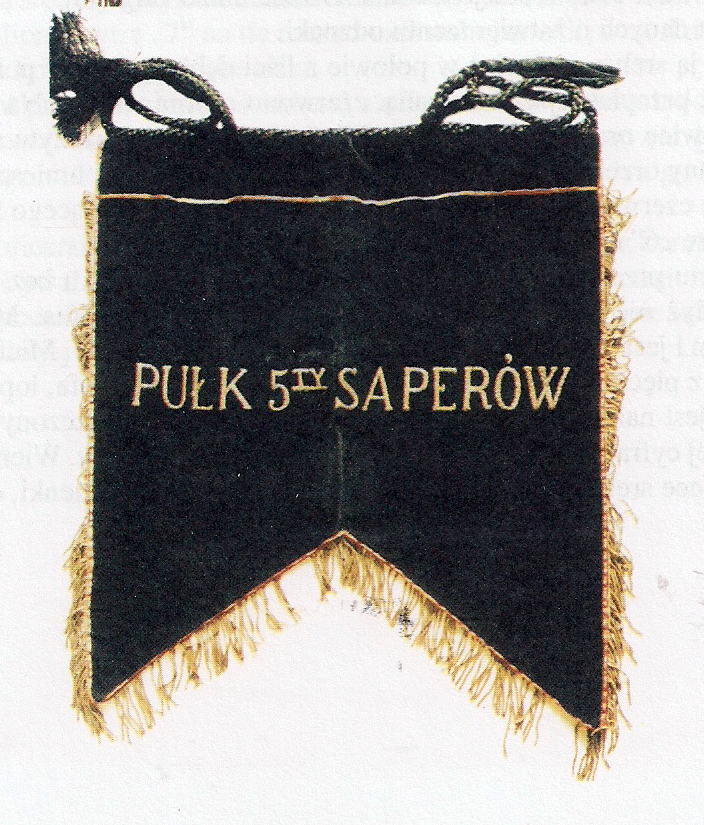
Płomień do trąbki 5 psap.

Płomienie do fanfar nowego typu, wprowadzone Dziennikiem Rozkazów Nr 10 z 22 czerwca 1939 roku poz. 95 - jednolite dla wszystkich broni. Z oczywistych powodów takie płomienie miały tylko nieliczne jednostki. Fanfary miały być okręcone cztero-skrętowym sznurem - niebiesko-czarnym dla jednostek odznaczonych VM, biało -czerwonym dla innych jednostek. W pustym wieńcu laurowym było miejsce na odznakę pułkową lub emblemat - jeśli tylko pułkowi przysługiwał.

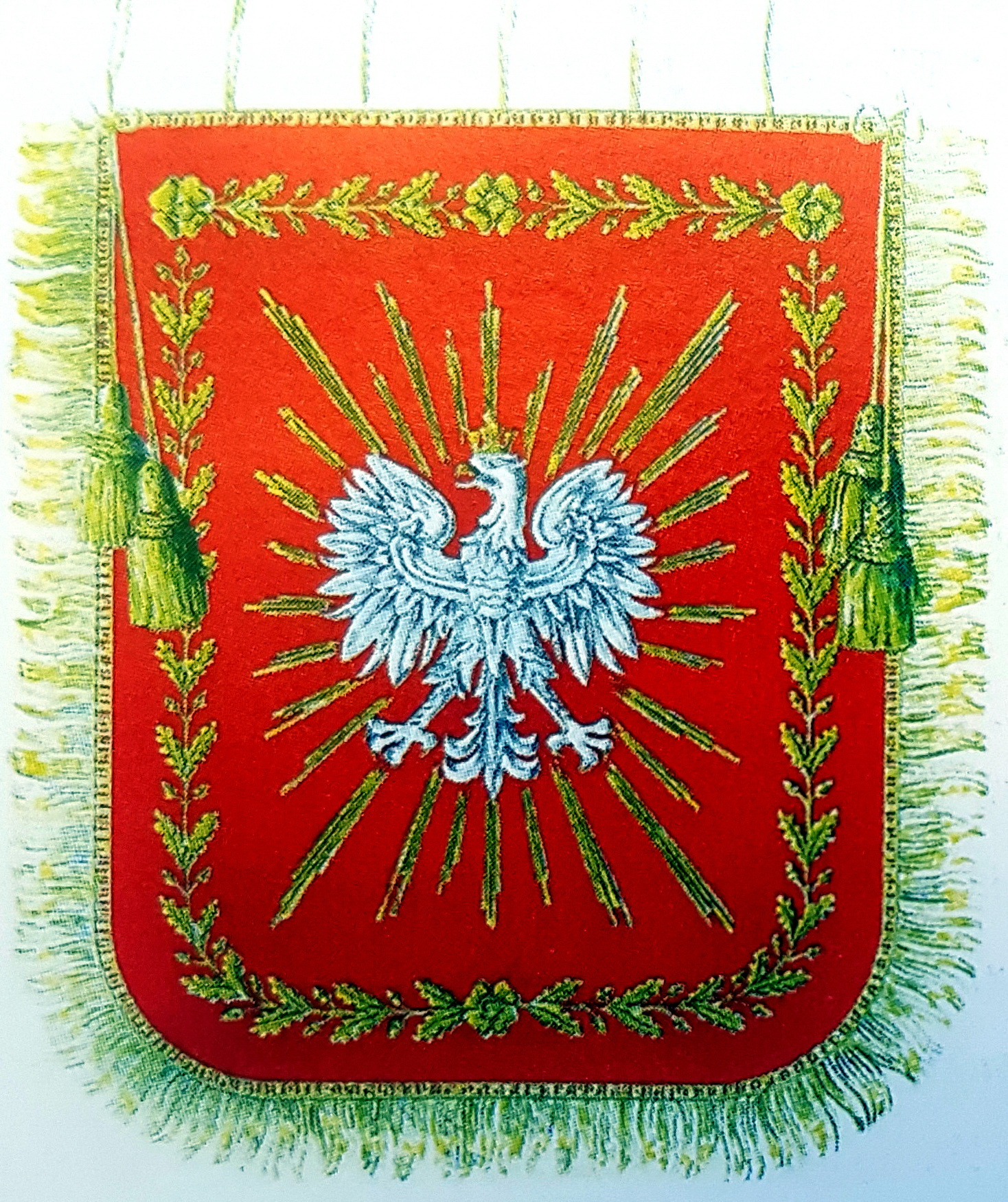
Płomień z 1939 prawa strona

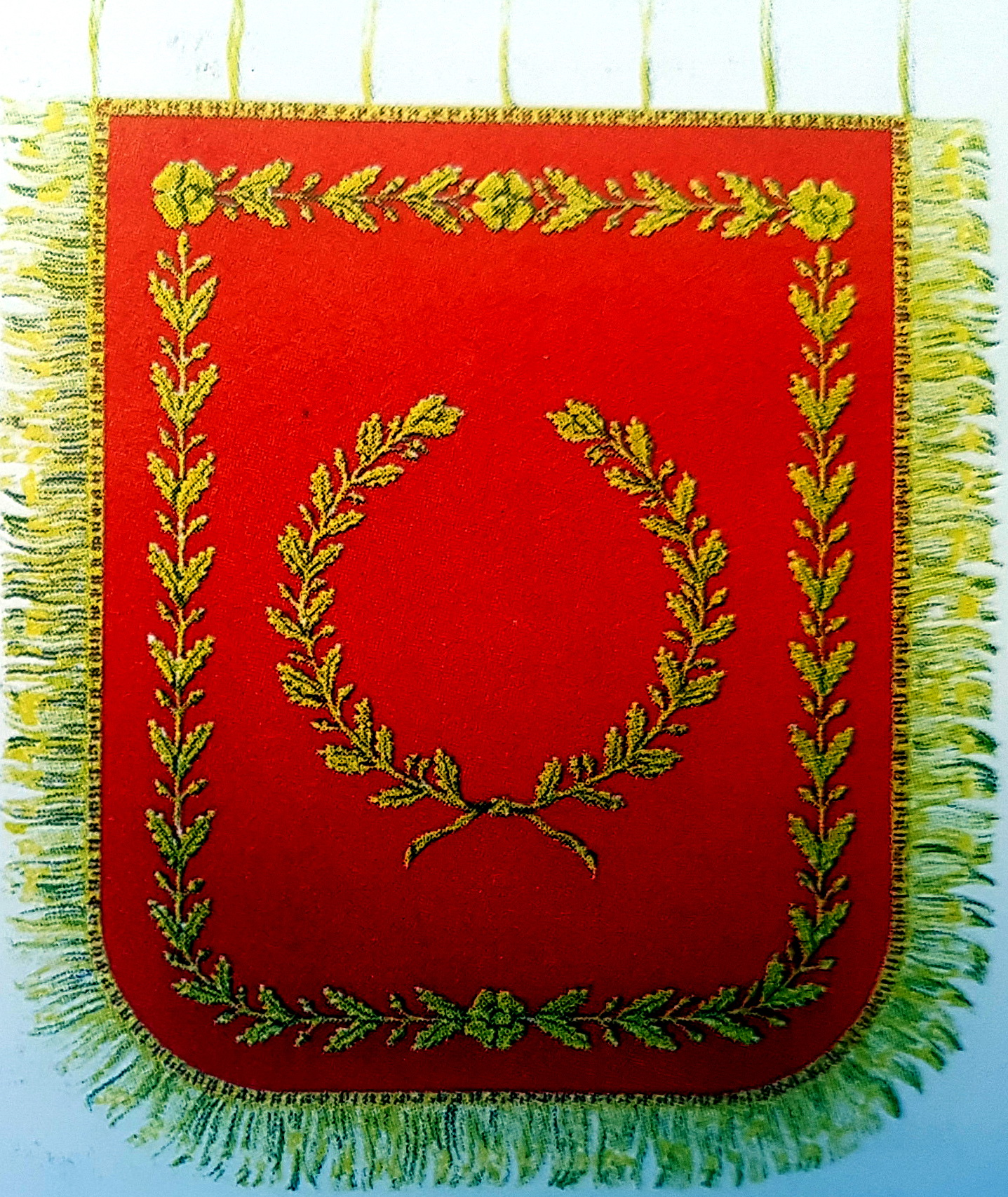
Płomień z 1939 lewa strona